# Meisterszenen der Klamotte
Meisterszenen der Klamotte ist eine Stummfilmreihe, die in 40 Folgen vom 6. Februar 1981 bis zum 4. März 1983 im ZDF gezeigt wurde. 
In dieser Fernsehreihe wurden ausschließlich Stummfilme neu bearbeitet, die bereits in den 1970er Jahren in den Sendereihen Väter der Klamotte und Männer ohne Nerven ausgestrahlt worden waren.
Hauptdarsteller waren unter anderem Billy Bevan, Andy Clyde, Larry Semon, Charley Chase, Harry Langdon, Bobby Dunn, Edgar Kennedy und James Finlayson. In zwei Folgen der Reihe wirkte auch Oliver Hardy (jeweils in einer Nebenrolle) mit. Sprecher im Voice-over-Verfahren war in den ersten 20 Folgen Hans Elwenspoek und in den Folgen 21 bis 40 Hans Jürgen Diedrich.
Im Vorspann wurde in einem Buch geblättert, das Bilder von Szenen aus einigen der Stummfilme bzw. Informationen zur deutschen Bearbeitung enthielt. Es handelte sich hierbei um eine abgewandelte Version des Vorspannes von Meisterszenen.
Meisterszenen der Klamotte wurde jeweils am Freitag im Vorabend-Programm ausgestrahlt. Zunächst zusammen mit der Reihe Männer ohne Nerven um 18.40 Uhr, dann mit Western von gestern um 18.20 Uhr und später unter anderem mit einigen Episoden von Dick und Doof um 18.00 Uhr.
Anfang 2000 wurde die komplette Serie auf Premiere Comedy wiederholt.